# Skin (informatica)

Mozilla Firefox a cui è stato applicato il tema "Camino Firefox"

La skin (dall'inglese "pelle"), in informatica, è uno dei possibili aspetti grafici di un programma, quando c'è la possibilità di scegliere tra più varianti.

## Caratteristiche
Generalmente consiste in uno o più file. Una skin si può applicare a un programma per dare a quest'ultimo un'interfaccia grafica più gradevole, o che meglio si adatti alle esigenze dell'utente. Alcune skin non si limitano alla semplice modifica dell'aspetto grafico del programma, ma possono aggiungere anche altre funzionalità oppure personalizzare i suoni.

## Utilizzo
Solitamente le skin, a causa del loro scopo puramente estetico, sono usate in software ricreativi o di svago come programmi di instant messenger e media player: Trillian e Winamp ne sono un esempio. Anche i browser internet come Mozilla Firefox non mancano di questa funzionalità, infatti Mozilla vanta un archivio vastissimo di temi.
La maggior parte dei software professionali invece, non concedono all'utente la possibilità di personalizzare la propria interfaccia, se non in casi molto circoscritti (come ad esempio l'organizzazione dei menu o delle barre pulsanti). Ciò è dovuto, oltre che al relativo disinteresse dell'utenza professionale a questo tipo di personalizzazioni, anche per una questione di coerenza di immagine e identificabilità dei prodotti.
Le personalizzazioni possono essere applicate anche a livello di sistema operativo, applicando in questo modo lo stesso stile grafico a tutti i programmi. Inizialmente i sistemi operativi specialmente a causa della pochezza di risorse, permettevano di personalizzare soltanto alcuni elementi della propria interfaccia grafica (colori, sfondo scrivania), delegando a software sviluppati da terzi di svolgere questo compito, spesso estremamente stressante in termini di consumo di risorse. Gradualmente con l'aumento della potenza disponibile o le maggiori richieste hardware dei nuovi OS, la maggior parte di loro supporta nativamente la personalizzazione avanzata della propria interfaccia, permettendo con le giuste impostazioni persino di rendere il computer più veloce.
Windows XP è stato il primo sistema operativo di casa Microsoft, capace di supportare nativamente i "temi", offrendo all'utente la possibilità di scegliere tra due temi differenti: il tema "classico" (che riprende lo stile utilizzato in Windows 95, Windows 98, Windows 2000 e Windows ME) e il nuovo tema "Luna", introdotto proprio con Windows XP. Tuttavia è possibile ottenere risultati ancora più "estremi" usando software come WindowBlinds. Sui sistemi Macintosh, prima dell'avvento di OSX, il software più diffuso per personalizzare l'interfaccia grafica era Kaleidoscope. Con l'avvento del nuovo sistema operativo di casa Apple, kaleidoscope cessò di essere sviluppato, rimanendo comunque perfettamente funzionante in ambiente classic. Venne quindi sviluppato ShapeShifter il quale forse a causa della "bellezza" della interfaccia grafica del nuovo OS, non riuscì mai a raggiungere la diffusione, ne la vastità di temi che poteva vantare kaleidoscope.
Benché Apple disapprovi la tecnica dello skinning, sostenendo che può generare confusione nell'utente corrompendo l'omogeneità dell'esperienza visiva del proprio OS, introdusse dalla versione di system 8.5 la possibilità di cambiare tema, senza però fornire ufficialmente alcuna alternativa a quello standard. I sistemi operativi liberi e open source, come quelli basati su Linux o *BSD, sono soliti offrire alla propria utenza grandi possibilità di personalizzazione della propria interfaccia, specialmente se si utilizzando i più recenti Desktop Enviroment com GNOME, KDE o Xfce.
Nei videogiochi le skin sono varianti cromatiche dei modelli, cioè variazioni delle texture che ricoprono i modelli 3D dei personaggi.

## Dibattito sull'utilità
La vera utilità di queste skin è spesso oggetto di dibattito. Alcuni sostengono che le skin possono appesantire il sistema e/o rallentarlo, giacché queste intervengono sul sistema, altri come Apple ne criticano l'utilità, in quanto esse vanno a intaccare il design stesso della GUI. Molti utenti Linux invece ne fanno simbolo della loro libertà di personalizzare il computer. 
Nonostante la moltitudine di skin e temi liberamente scaricabili da internet, la maggior parte degli utenti di computer non si avvale di questo genere di personalizzazioni, limitandosi il più delle volte a cambiare lo sfondo desktop.
Attualmente, è molto in voga personalizzare Windows XP in modo da renderlo molto simile se non uguale a Windows Vista e al macOS. Ciò tramite dei software che emulano non solo l'interfaccia grafica, ma anche le features proprie del sistema operativo come il dock o la sidebar.